# Am Schlagbaum
Am Schlagbaum war eine Ortslage im Norden der bergischen Großstadt Wuppertal.

## Lage und Beschreibung
Die Ortslage befand sich im Süden des Wohnquartiers Uellendahl-West im Stadtbezirk Uellendahl-Katernberg auf einer Höhe von 189 m ü. NHN im Mirker Bachtal an der heutigen Uellendahler Straße. Der Name Am Schlagbaum ist als eigenständige Bezeichnung für diese Ortslage mehrheitlich nicht mehr im Bewusstsein der Bevölkerung vorhanden, der ursprüngliche Wohnplatz ist in der geschlossenen Wohnbebauung an der Uellendahler Straße aufgegangen.
Benachbarte Ortslagen, Hofschaften und Wohnplätze sind In der Mirke, Opphof, Am Schnapsstüber, Am Haken, Am Bruch, Vogelsang und Kohlstraße.

## Etymologie und Geschichte
Der Name Am Schlagbaum geht auf einen Schlagbaum an diesem Ort zurück. Bei dem Ort mündete ein Kohlenweg von Sprockhövel nach Elberfeld (hier die aufgrund dessen so benannte heutige Kohlstraße), auf dem im ausgehenden 18. Jahrhundert und in der ersten Hälfte des 19. Jahrhunderts Steinkohle von den Zechen im südlichen Ruhrgebiet zu den Fabriken im Wuppertal transportiert wurde, in die Uellendahler Straße, die 1825 als Chaussee von Elberfeld über Hatzfeld und Schmiedestraße nach Sprockhövel und Witten ausgebaut wurde. Der Schlagbaum markierte eine Elberfelder Kontrollstelle auf diesen Verkehrswegen.
Im 19. Jahrhundert gehörte Am Schlagbaum zur Mirker Rotte der Oberbürgermeisterei Elberfeld. Der Ort ist auf der Topographischen Aufnahme der Rheinlande von 1824 unbeschriftet und auf der Preußischen Uraufnahme von 1843 als Schlagbaum eingezeichnet.
Für 1815/16 werden keine Einwohner angegeben. Der laut der Statistik und Topographie des Regierungsbezirks Düsseldorf 1832 als Ackergüter kategorisierte Ort wurde als am Schlagbaum bezeichnet und besaß zu dieser Zeit drei Wohnhäuser und fünf landwirtschaftliche Gebäude. Zu dieser Zeit lebten 17 Einwohner im Ort, alle evangelischen Glaubens.